# Jason Wade
Pour les articles homonymes, voir Wade.
Jason Michael Wade est le leader du groupe de rock américain Lifehouse.

## Biographie
Né le 5 juillet 1980 à Camarillo en Californie de parents missionnaires, il commence à écrire ses chansons très jeune. Il tire en partie son inspiration de ses croyances spirituelles qu'il met au profit de son groupe Lifehouse dont il est le chanteur et guitariste.

## Discographie
Jason Wade a écrit les textes de la plupart des chansons des albums No Name Face, Stanley Climbfall et Lifehouse du groupe de rock américain Lifehouse dont il est le leader.
Jason Wade chante la chanson You Belong To Me dans le film Shrek, et interprète ses chansons Everybody Is Someone dans le film Rencontre à Wicker Park et Days Go By dans le film Rendez-vous avec une star.